# SI-MAR S.A.
SI-MAR est une maison d'édition cubaine fondé en 1994. Elle est spécialisée dans les livres sur l'histoire et la politique de Cuba[réf. nécessaire]. Elle a publié notamment History of Cuba - The Challenge of the Yoke and the Star - Biography of a people du Pr. José Cantón Navarro.
Son siège social est à la Havane. Son adresse est
SI-MAR S.A., Calle 47 No. 1210e/36 y Lindero, Nuevo Vedado, Plaza de la Revolución, Ciudad de la Habana, Cuba.